# A.S. Byatt
A.S. Byatt, författarpseudonym för Antonia Susan Duffy, född Drabble den 24 augusti 1936 i Sheffield i South Yorkshire, död 16 november 2023 i London, var en brittisk författare.

## Liv och karriär
Antonia Duffy är dotter till juristen och författaren John F. Drabble och läraren Kathleen Marie Bloor, samt äldre syster till författaren Margaret Drabble, konsthistorikern Helen Langdon och juristen Richard Drabble.
Hon var utbildad vid universitetet i Cambridge, där hon studerade engelsk litteratur, Bryn Mawr College i Pennsylvania och Somerville College i Oxford. Hon undervisade  vid London University, Central Saint Martins College of Art and Design, och från 1972 till 1981 vid University College London. Hon forskade i synnerhet i och undervisade om renässanslitteraturens allegorier och den viktorianska perioden. Sedan år 1983 var hon författare på heltid. Byatt är påverkad av Iris Murdoch, vars filosofiska stil hon analyserat i en avhandling.
Antonia Duffy publicerade ett flertal romaner; sitt verkliga genombrott fick hon med De besatta: en romantisk berättelse (1990), vilken vann Bookerpriset samma år. Det är en konstnärsroman som består av två sammanflätade kärlekshistorier om två viktorianska poeter och ett par nutida litteraturforskare, som förs samman genom sina gradvisa upptäckter av poeternas kärleksförhållande. Här visade hon sin förmåga att fånga 1800-talets stil och tänkesätt, samtidigt som hon parodierar nutida litteraturforskning. Två av hennes verk har filmatiserats: Possession (2002) och Angels & Insects (1995).
Hon var även känd för sina noveller och här märks influenser från författare som Henry James och George Eliot men även från Emily Dickinson, T. S. Eliot, och Robert Browning, i sättet att sammanfoga realism och naturalism med fantasy. I hennes fyra romaner som utspelar sig i England under 1950-talet, är hon klart influerad av D. H. Lawrence, speciellt i romanerna The Rainbow och Women in Love. Där och i andra verk, hänsyftar Byatt till, och bygger på, teman från romantiken och den Viktorianska litteraturen. Byatt använde fantasy som ett alternativ till--snarare än en flykt från--vardagslivet, och ofta är det svårt att avgöra om inte fantasyn i hennes verk egentligen beror på ett utbrott av psykos hos de litterära personerna. Senare böcker av Byatt har visat hennes intresse för vetenskap, speciellt kognitionsvetenskap och zoologi. 
A.S. Byatts första romaner bär självbiografisk prägel. Hennes debutroman, The Shadow of the Sun (1964), handlar om en ung flickas besvärliga uppväxt och förhållande till sin dominante far som är författare. Den följdes av The Game (1967), som är en lätt kamouflerad studie av relationen och rivaliteten med systern. The Virgin in the Garden (1978) är den första boken av fyra som handlar om en Yorkshirefamilj i mitten av 1900-talet. Berättelsen fortsätter i Still Life (1985), en experimenterande konstnärsroman vilken vann Macmillan Silver Pen Award, och Babel Tower (1996) som följer huvudpersonen Frederica in i 1960-talets brytning av könsrollsmönstret. Den fjärde (och sista) romanen i serien är A Whistling Woman (2002). Matisse stories, (1993) innehåller tre berättelser där var och en beskriver en målning av Henri Matisse och som visade Byatts intresse för bildkonsten och konstnärsrollen. 
Hon skrev också flera gånger för det Brittiska magasinet Prospect Magazine. Hon belönades med CBE 1990 samt DBE 1999.

## Priser och utmärkelser
- 1986 PEN/Macmillan Silver Pen Award för Still Life
- 1990 Bookerpriset för Possession: A Romance
- 1990 CBE
- 1990 Irish Times International Fiction Prize för Possession: A Romance
- 1991 Commonwealth Writers Prize (bästa bok) Possession: A Romance
- 1995 Premio Malaparte (Italien)
- 1995 Aga Khan Prize for Fiction för “The Djinn in the Nightingale's Eye”
- 1998 Mythopoeic Fantasy Award for Adult Literature The Djinn in the Nightingale's Eye
- 1999 DBE
- 2002 Shakespeare Prize (Tyskland)